# Turney (Missouri)
Turney est un village du comté de Clinton, dans le Missouri, aux États-Unis,. Situé au centre du comté, baptisé en référence à Thomas E. Turney, une personnalité politique, il est fondé en 1869 et incorporé en 1879.

## Démographie
Lors du recensement de 2010, le village comptait une population de 148 habitants. Elle est estimée, en 2016, à 147 habitants.

## Source de la traduction
- (en) Cet article est partiellement ou en totalité issu de l’article de Wikipédia en anglais intitulé « Turney, Missouri » (voir la liste des auteurs).